# Provincia Surat Thani
Surat Thani (în thailandeză สุราษฎร์ธานี) este o provincie (changwat) din Thailanda. Situată în regiunea de Sud, provincia Surat Thani are în componența sa 19 districte (amphoe), 131 de sub-districte (tambon) și 1028 de sate (muban). 
Cu o populație de 984.782 de locuitori și o suprafață totală de 12.891,5 km2, Surat Thani este a 21-a provincie din Thailanda ca mărime după numărul populației și a 6-a după mărimea suprafeței.